# Alexeter rapinator
Alexeter rapinator är en stekelart som först beskrevs av Johann Ludwig Christian Gravenhorst 1829.  Alexeter rapinator ingår i släktet Alexeter och familjen brokparasitsteklar. Arten är reproducerande i Sverige. Inga underarter finns listade i Catalogue of Life.